# Wahlkomitee Deutsche Minderheit

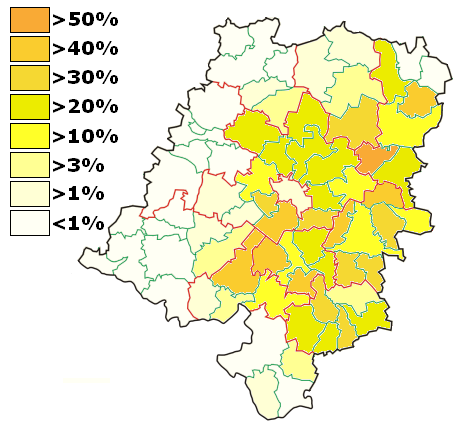
Ergebnisse des Wahlkomitees Deutsche Minderheit in der Woiwodschaft Oppeln bei den Parlamentswahlen in Polen 2007

Wahlkomitee Deutsche Minderheit (polnisch Komitet Wyborczy Mniejszość Niemiecka; MN) heißt das Wahlkomitee der deutschen Minderheit in Polen, das in der Woiwodschaft Oppeln aktiv ist und von der Sozial-Kulturellen Gesellschaft der Deutschen im Oppelner Schlesien ins Leben gerufen wurde. Der vollständige Name des Komitees lautet Wahlkomitee Sozial-Kulturelle Gesellschaft der Deutschen im Oppelner Schlesien. Für das Wahlkomitee Deutsche Minderheit als Vertretung einer nationalen Minderheit gilt die 5-Prozent-Hürde nicht. Das Wahlkomitee in der Woiwodschaft Oppeln ist das einzige der Deutschen Minderheit, das regelmäßig an Wahlen teilnimmt und breit aufgestellt ist. Das Wahlkomitee der Deutschen Oberschlesiens in der Woiwodschaft Schlesien beispielsweise nahm bisher nur an wenigen Wahlen teil. Das Wahlkomitee war von 1991 bis 2023 im Sejm und von 1991 bis 1997 im Senat vertreten.

## Geschichte
Bei der ersten freien Sejmwahl 1991 kandidierte die Deutsche Minderheit in insgesamt neun Wahlkreisen. Im Wahlkreis Oppeln wurde sie mit 26,11 % und drei Mandaten stärkste Kraft. In den Wahlkreisen Gleiwitz (7,57 %), Tschenstochau (4,61 %) und Kattowitz (3,65 %) konnte jeweils ein Sitz errungen werden. Hinzu kam ein Sitz über die gesamtpolnische Sitzverteilung, den ebenfalls ein Vertreter aus dem Wahlkreis Oppeln erhielt. Bei den zeitgleich stattfindenden Wahlen zum Senat der Republik Polen wurde Gerhard Bartodziej im Wahlkreis Oppeln gewählt. Vom Gesamtergebnis 1993 entfielen 0,44 % und drei Sitze auf das Wahlkomitee Deutsche Minderheit in der Woiwodschaft Oppeln (dort wurde es mit 18,96 % der Stimmen erneut stärkste Kraft) und 0,17 % und ein Sitz auf den Deutschen Gesellschafts- und Kulturverein in der Woiwodschaft Schlesien, wo 4,26 % im Wahlkreis Gleiwitz erzielt wurden. Die Mandate in Kattowitz, wo sich die deutschen Stimmen auf zwei konkurrierende Listen verteilten, und Tschenstochau gingen ebenso wie das Mandat über die landesweite Liste verloren. Bartodziej gelang in Oppeln die Wiederwahl in den Senat. Bei den Parlamentswahlen 1997 fiel die Deutsche Minderheit in Oppeln auf zwei Sitze und büßte zudem die Sitze in Gleiwitz und im Senat ein. Im Gesamtergebnis für 2001 sind außer den Stimmen in der Woiwodschaft Oppeln auch die Stimmen enthalten, die im Wahlkreis Rybnik erzielt wurden (dort = 2,09 %, aber kein Sitz). Seit 2007 war sie mit nur noch einem Mandat im Sejm vertreten, das Ryszard Galla innehatte und das 2023 verloren ging.
Im Oktober 2010 startete das Komitee seine neue Kampagne mit dem Slogan „Mit schlesischem Charakter“. 508 Personen traten für das Komitee als Kandidaten für die Gemeinderäte an. 35 Personen traten für das Amt als Gemeindevorsteher bzw. Bürgermeister an. 174 Personen traten als Kandidaten für die Kreisräte an. Für den Sejmik der Woiwodschaft Oppeln traten 37 Kandidaten an.
Bei den Wahlen zum Sejmik der Woiwodschaft Oppeln am 21. November 2010 erreichte das Komitee ein Ergebnis von 17,83 % und erzielte damit den zweithöchsten Stimmenanteil.
Bei den Selbstverwaltungswahlen 2014, den Wahlen zum Sejmik der Woiwodschaft Oppeln, trat das Wahlkomitee Deutsche Minderheit mit 830 Kandidaten an. Zum ersten Mal stellte das Wahlkomitee mit Norbert Honka auch einen Kandidaten für das Stadtpräsidentenamt in Oppeln auf. Im Jahr 2014 warb das Komitee mit dem Slogan „Dobra Robota“ (Gute Arbeit).
Da die Regierungspartei PiS 2018 eine Gesetzesänderung plante, nach der nur noch Parteien bei den Kommunalwahlen teilnehmen dürfen und somit Wahlkomitees künftig ausgeschlossen wären, erwog man die Gründung einer Partei mit dem Projektnamen Regionale Minderheit mit der Mehrheit. Zu den Unterstützern gehörte u. a. der Abgeordnete Ryszard Galla.
Unter dem Slogan „Opolskie! Wspólna Sprawa“ (Oppelner Land! Gemeinsame Sache) tritt das Wahlkomitee bei den Kommunalwahlen 2018 in vier Wahlkreisen und 34 Gemeinden der Woiwodschaft Oppeln an. Zu den Spitzenkandidaten der Wahlkreise zählen Rafał Bartek, Roman Kolek, Herbert Czaja und Zuzanna Donath-Kasiura.

## Wahlergebnisse

### Parlament (Sejm)
| Wahljahr | Stimmen | Prozent insgesamt | Prozent Woiwodschaft Oppeln | Mandate |
| -------- | ------- | ----------------- | --------------------------- | ------- |
| 1991     | 132.059 | 1,18 %            | 26,11 %                     | 7       |
| 1993     | 64.166  | 0,61 %            | 18,96 %                     | 4       |
| 1997     | 51.027  | 0,39 %            | 16,96 %                     | 2       |
| 2001     | 47.230  | 0,36 %            | 13,62 %                     | 2       |
| 2005     | 34.469  | 0,29 %            | 12,92 %                     | 2       |
| 2007     | 32.462  | 0,20 %            | 8,81 %                      | 1       |
| 2011     | 28.014  | 0,19 %            | 8,76 %                      | 1       |
| 2015     | 27.530  | 0,18 %            | 8,14 %                      | 1       |
| 2019     | 32.094  | 0,17 %            | 7,90 %                      | 1       |
| 2023     | 25.778  | 0,12 %            | 5,37 %                      | 0       |

### WoiwodschaftstagOppeln
| Wahljahr | Stimmen | %       | Mandate |
| -------- | ------- | ------- | ------- |
| 1998     | 67.921  | 21,15 % | 13      |
| 2002     | 54.385  | 18,61 % | 7       |
| 2006     | 49.131  | 17,30 % | 7       |
| 2010     | 53.670  | 17,77 % | 6       |
| 2014     | 41.889  | 14,90 % | 7       |
| 2018     | 52.431  | 14,64 % | 5       |
| 2024     | 53.338  | 16,22 % | 5       |

Alle Ergebnisse von pkw.gov. Bei den Wahlen 2024 trat das Wahlkomitee unter der Bezeichnung „Wahlkomitee Schlesische Kommunalverwaltung“ an.

### Kreistage
| Wahljahr | Powiat Kędzierzyńsko-Kozielski (Kandrzin-Cosel) | Powiat Kluczborski (Kreuzburg O.S.) | Powiat Krapkowicki (Krappitz) | Powiat Oleski (Rosenberg O.S.) | Powiat Opolski (Oppeln) | Powiat Prudnicki (Neustadt O.S.) | Powiat Strzelecki (Groß Strehlitz) |
| -------- | ----------------------------------------------- | ----------------------------------- | ----------------------------- | ------------------------------ | ----------------------- | -------------------------------- | ---------------------------------- |
| 2018     | 7.420 (22,87 %)                                 | 991 (4,17 %)                        | 7.272 (33,59 %)               | 4.379 (18,36 %)                | 15.871 (37,10 %)        | 3.778 (18,04 %)                  | 9.200 (38,13 %)                    |
| 2024     | 6.500 (23,48 %)                                 | –                                   | 4.778 (22,92 %)               | 4.770 (20,61 %)                | 14.491 (35,65 %)        | 2.755 (15,24 %)                  | 8.716 (37,89 %)                    |

Alle Ergebnisse von pkw.gov. Bei den Wahlen 2024 trat das Wahlkomitee unter der Bezeichnung „Wahlkomitee Schlesische Kommunalverwaltung“ an.